# Emilio Capacetti
Emilio Capacetti (* 21. März 1895 in Ponce; † August 1983) war ein puerto-ricanischer Sänger.
Capacetti entstammte einer musikalischen Familie. Sein Vater spielte Cello, Gitarre und Cuatro, und auch seine Geschwister waren aktive Musiker. Er war als Kind Solist im Schulchor, hatte elfjährig Musikunterricht bei Mitgliedern der städtischen Musikkapelle und lernte Klarinette und Schlagzeug spielen.
Er arbeitete im Duo mit Ramón Moncho Vías, Pío Rodríguez, Juan Margari (bis 1918), Pepito Martínez (1919–1922) und Juan Correa (1922–1924) und bildete ab 1925 mit Guillermo Arroyo das Dúo Ponceño. Von 1934 bis 1954 leitete er ein eigenes Ensemble (Conjunto Capacetti), das zu den bedeutendsten dieser Zeit im karibischen Raum zählte.
Ab 1968 bildete er mit Miguel Ángel Torres das Duo Capacetti-Torres und nahm mit ihm für die Asociación Puertorriqueña de Amantes de la Música del Ayer (APAMA) drei Alben auf: Música Interantillana, Serenata und Reminiscencias. 1974 trat das Duo beim Festival de la Música del Ayer in Santo Domingo auf. 1977 beendete Capacetti seine aktive musikalische Laufbahn.